# La tigre per la coda (Curtiss)
La tigre per la coda (titolo originale Tiger by the Tail) è un racconto dell'autrice Ursula Curtiss.

## Personaggi
- Hugh Trantor: protagonista
- Julia Trantor: moglie di Hugh
- Signora Emilio: compagna di stanza di ospedale di Julia Trantor
- Coniugi Kingsley: proprietari della camera presa in affitto
- Signora Castle: governante dei Trantor

## Trama
Hugh e Julia hanno preso una villetta in affitto per passare due settimane di vacanza al mare. Appena arrivati, nell'abitazione presa in affitto, Julia scivola e si fa molto male. Hugh la porta immediatamente in ospedale e, visto che la villetta è molto lontana dall'ospedale, decide di disdire l'affitto della villetta e di prendere una camera a pochi passi dall'ospedale con lo scopo di stare vicino alla sua cara mogliettina Julia. Appena Hugh Trantor entra della camera che ha preso in affitto si rende conto che c'è qualche cosa che non lo convince, ma non riesce a capire cosa sia. 
Il racconto prosegue con tutta una serie di strani indizi e poi con l'individuazione di cosa nascondono i coniugi Kingsley.

## Edizioni
- Ursula Curtiss, La tigre per la coda, Gli speciali del giallo Mondadori, Arnoldo Mondadori Editore,  p. 32.